# Adrián Ramos
Gustavo Adrián Ramos Vásquez (Santander de Quilichao, 22 gennaio 1986) è un calciatore colombiano, attaccante dell'América de Cali.

## Carriera

### Club

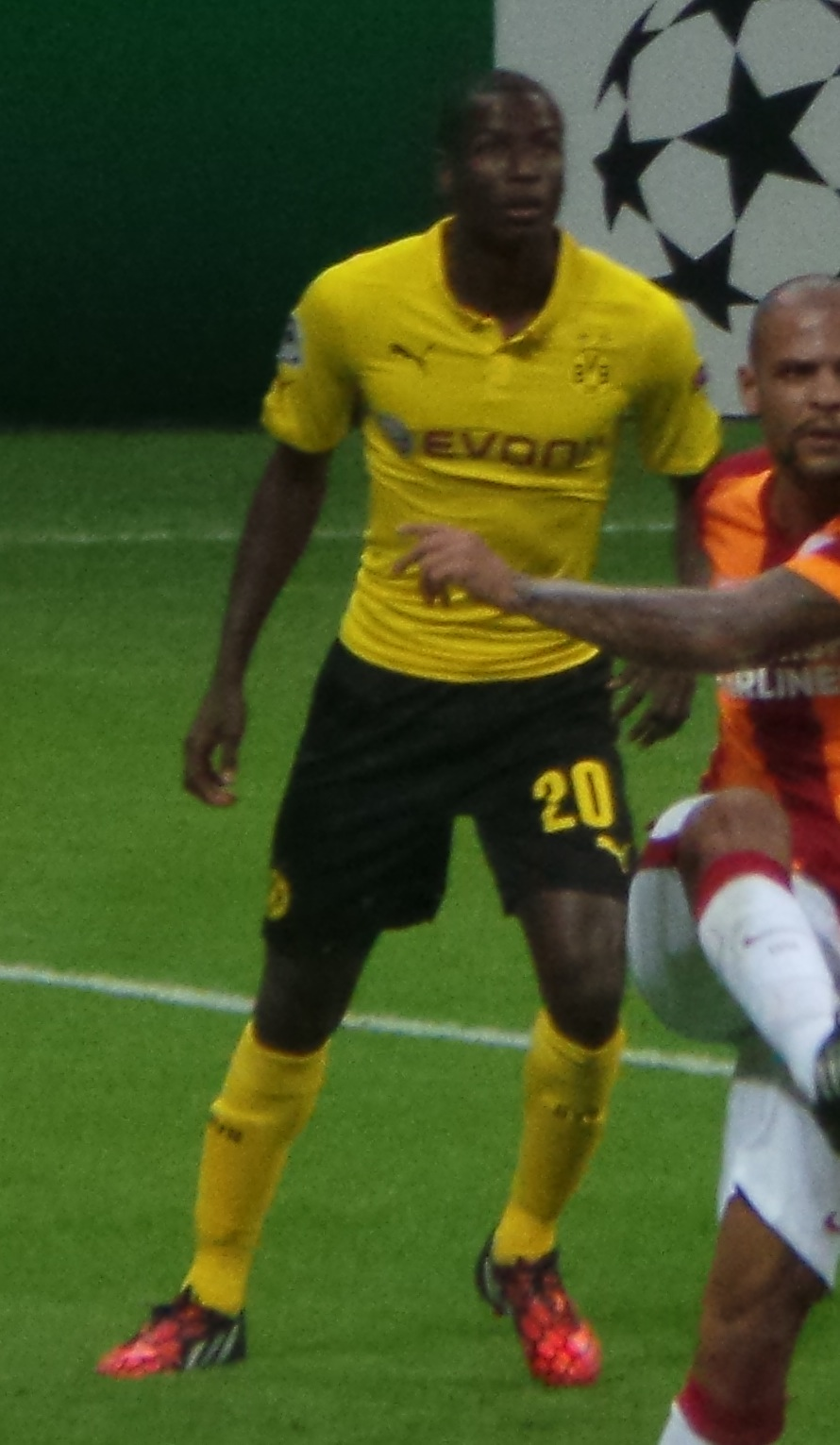
Ramos con la maglia del nel 2014.

Cresciuto nelle file nell'América de Cali, con questi colori si mette in evidenza nella seconda metà degli anni 2000. Le buone prestazioni offerte in patria, anche con la maglia del Santa Fe, gli valgono quindi l'ingaggio in Germania da parte dell'Hertha Berlino, che lo acquista nell'agosto 2009 per la cifra di due milioni; rimane con i biancoblù per cinque stagioni, l'ultima delle quali è la più fruttuosa sul piano realizzativo. Globalmente con la maglia dell'Hertha disputa 165 incontri realizzando 76 reti.
Nell'estate del 2014 viene ufficializzato il suo passaggio al Borussia Dortmund per 12 milioni di euro, dove in due stagioni e mezzo raccoglie 79 presenze segnando 19 reti. Nel gennaio del 2017 viene acquistato dal club cinese del Chongqing Lifan per 12 milioni, venendo poi girato per sei mesi in prestito al Granada. Il 17 febbraio successivo, realizza le sue prime reti nel campionato spagnolo, con la maglia del club andaluso, siglando una doppietta decisiva nella partita vinta dal Granada in casa per 4-1 contro il Real Betis. Il 31 gennaio 2018 il Chongqing, lo cede definitivamente alla società spagnola, tuttavia senza aver mai debuttato con il club cinese. Nei tre anni giocati con il Granada, raccoglie complessivamente 88 presenze, segnando 16 reti. Il 1º gennaio del 2020 fa ritorno in patria dopo oltre dieci anni, firmando nuovamente con l'América de Cali.

### Nazionale
Ha esordito con la maglia della Colombia il 20 agosto 2008, in una partita amichevole giocata in casa contro l'Ecuador; il 14 ottobre del 2009 segna la sua prima rete in nazionale con la maglia dei Cafeteros nella vittoria in trasferta per 2-0 contro il Paraguay, partita valida per le qualificazioni al campionato mondiale di calcio 2010. Il 2 luglio 2011 è decisiva una sua rete nella vittoria per 1-0 contro la Costa Rica, incontro di Copa América 2011.

## Statistiche

### Presenze e reti nei club
Statistiche aggiornate al 15 maggio 2021.
| Stagione                 | Squadra                  | Campionato               | Campionato | Campionato | Coppe nazionali | Coppe nazionali | Coppe nazionali | Coppe continentali | Coppe continentali | Coppe continentali | Altre coppe | Altre coppe | Altre coppe | Totale | Totale |
| Stagione                 | Squadra                  | Comp                     | Pres       | Reti       | Comp            | Pres            | Reti            | Comp               | Pres               | Reti               | Comp        | Pres        | Reti        | Pres   | Reti   |
| ------------------------ | ------------------------ | ------------------------ | ---------- | ---------- | --------------- | --------------- | --------------- | ------------------ | ------------------ | ------------------ | ----------- | ----------- | ----------- | ------ | ------ |
| 2004                     | América de Cali          | A                        | 7          | 1          | CC              | 0               | 0               | -                  | -                  | -                  | -           | -           | -           | 7      | 1      |
| 2004-2005                | Trujillanos              | A                        | 23         | 8          | CC              | 0               | 0               | -                  | -                  | -                  | -           | -           | -           | 23     | 8      |
| 2005                     | América de Cali          | A                        | 10         | 4          | CC              | 0               | 0               | -                  | -                  | -                  | -           | -           | -           | 10     | 4      |
| 2006                     | América de Cali          | A                        | 15         | 3          | CC              | 0               | 0               | -                  | -                  | -                  | -           | -           | -           | 15     | 3      |
| 2006                     | Santa Fe                 | A                        | 13         | 3          | CC              | 0               | 0               | -                  | -                  | -                  | -           | -           | -           | 13     | 3      |
| 2007                     | Santa Fe                 | A                        | 17         | 2          | CC              | 0               | 0               | -                  | -                  | -                  | -           | -           | -           | 17     | 2      |
| Totale Santa Fe          | Totale Santa Fe          | Totale Santa Fe          | 30         | 5          |                 | 0               | 0               |                    | -                  | -                  |             | -           | -           | 30     | 5      |
| 2007                     | América de Cali          | A                        | 10         | 3          | CC              | 0               | 0               | -                  | -                  | -                  | -           | -           | -           | 10     | 3      |
| 2008                     | América de Cali          | A                        | 46         | 21         | CC              | 0               | 0               | CS                 | 6                  | 2                  | -           | -           | -           | 52     | 23     |
| 2009                     | América de Cali          | PD                       | 18         | 13         | CC              | 0               | 0               | CL                 | 4                  | 0                  | -           | -           | -           | 22     | 13     |
| 2009-2010                | Hertha Berlino           | BL                       | 29         | 10         | CG              | 1               | 1               | UEL                | 7                  | 0                  | -           | -           | -           | 37     | 11     |
| 2010-2011                | Hertha Berlino           | ZL                       | 33         | 15         | CG              | 2               | 2               | -                  | -                  | -                  | -           | -           | -           | 35     | 17     |
| 2011-2012                | Hertha Berlino           | BL                       | 31+2       | 6          | CG              | 4               | 4               | -                  | -                  | -                  | -           | -           | -           | 37     | 10     |
| 2012-2013                | Hertha Berlino           | ZL                       | 32         | 11         | CG              | 1               | 0               | -                  | -                  | -                  | -           | -           | -           | 33     | 11     |
| 2013-2014                | Hertha Berlino           | BL                       | 32         | 16         | CG              | 2               | 0               | -                  | -                  | -                  | -           | -           | -           | 34     | 16     |
| Totale Hertha Berlino    | Totale Hertha Berlino    | Totale Hertha Berlino    | 157+2      | 58         |                 | 10              | 7               |                    | 7                  | 0                  |             | -           | -           | 176    | 65     |
| 2014-2015                | Borussia Dortmund        | BL                       | 18         | 2          | CG              | 4               | 1               | UCL                | 6                  | 3                  | SG          | 1           | 0           | 29     | 6      |
| 2015-2016                | Borussia Dortmund        | BL                       | 27         | 9          | CG              | 3               | 1               | UEL                | 9                  | 0                  | -           | -           | -           | 39     | 10     |
| 2016-gen. 2017           | Borussia Dortmund        | BL                       | 7          | 2          | CG              | 2               | 0               | UCL                | 1                  | 1                  | SG          | 1           | 0           | 11     | 3      |
| Totale Borussia Dortmund | Totale Borussia Dortmund | Totale Borussia Dortmund | 52         | 13         |                 | 9               | 2               |                    | 16                 | 4                  |             | 2           | 0           | 79     | 19     |
| gen.-giu. 2017           | Granada                  | PD                       | 14         | 4          | CR              | 0               | 0               | -                  | -                  | -                  | -           | -           | -           | 14     | 4      |
| 2017-2018                | Granada                  | SD                       | 26         | 4          | CR              | 1               | 0               | -                  | -                  | -                  | -           | -           | -           | 27     | 4      |
| 2018-2019                | Granada                  | SD                       | 39         | 6          | CR              | 0               | 0               | -                  | -                  | -                  | -           | -           | -           | 39     | 6      |
| 2019-gen. 2020           | Granada                  | PD                       | 7          | 0          | CR              | 1               | 2               | -                  | -                  | -                  | -           | -           | -           | 9      | 2      |
| Totale Granada           | Totale Granada           | Totale Granada           | 86         | 14         |                 | 2               | 2               |                    | -                  | -                  |             | -           | -           | 88     | 16     |
| gen.- 2020               | América de Cali          | A                        | 18         | 9          | CC              | 0               | 0               | CL                 | 3                  | 1                  | SL          | 2           | 0           | 23     | 10     |
| 2021                     | América de Cali          | A                        | 33         | 9          | CC              | 4               | 2               | CL+CS              | 4+2                | 2+1                | SL          | 1           | 1           | 44     | 15     |
| 2022                     | América de Cali          | A                        | 15         | 5          | CC              | 1               | 1               | CS                 | 2                  | 2                  | -           | -           | -           | 18     | 8      |
| Totale América de Cali   | Totale América de Cali   | Totale América de Cali   | 172        | 68         |                 | 5               | 3               |                    | 21                 | 8                  |             | 3           | 1           | 201    | 80     |
| Totale carriera          | Totale carriera          | Totale carriera          | 522        | 166        |                 | 27              | 14              |                    | 44                 | 12                 |             | 5           | 1           | 598    | 193    |

### Cronologia presenze e reti in nazionale
| Cronologia completa delle presenze e delle reti in nazionale ― Colombia | Cronologia completa delle presenze e delle reti in nazionale ― Colombia | Cronologia completa delle presenze e delle reti in nazionale ― Colombia | Cronologia completa delle presenze e delle reti in nazionale ― Colombia | Cronologia completa delle presenze e delle reti in nazionale ― Colombia | Cronologia completa delle presenze e delle reti in nazionale ― Colombia | Cronologia completa delle presenze e delle reti in nazionale ― Colombia | Cronologia completa delle presenze e delle reti in nazionale ― Colombia |
| Data                                                                    | Città                                                                   | In casa                                                                 | Risultato                                                               | Ospiti                                                                  | Competizione                                                            | Reti                                                                    | Note                                                                    |
| ----------------------------------------------------------------------- | ----------------------------------------------------------------------- | ----------------------------------------------------------------------- | ----------------------------------------------------------------------- | ----------------------------------------------------------------------- | ----------------------------------------------------------------------- | ----------------------------------------------------------------------- | ----------------------------------------------------------------------- |
| 20-8-2008                                                               | New York                                                                | Colombia                                                                | 0 – 1                                                                   | Ecuador                                                                 | Amichevole                                                              | -                                                                       | 46’                                                                     |
| 11-10-2008                                                              | Bogotà                                                                  | Colombia                                                                | 0 – 1                                                                   | Paraguay                                                                | Qual. Mondiali 2010                                                     | -                                                                       | 73’                                                                     |
| 15-10-2008                                                              | Rio de Janeiro                                                          | Brasile                                                                 | 0 – 0                                                                   | Colombia                                                                | Qual. Mondiali 2010                                                     | -                                                                       | 75’                                                                     |
| 6-6-2009                                                                | Buenos Aires                                                            | Argentina                                                               | 1 – 0                                                                   | Colombia                                                                | Qual. Mondiali 2010                                                     | -                                                                       | 65’                                                                     |
| 7-8-2009                                                                | Houston                                                                 | Colombia                                                                | 2 – 1                                                                   | El Salvador                                                             | Amichevole                                                              | -                                                                       | 84’                                                                     |
| 9-9-2009                                                                | Montevideo                                                              | Uruguay                                                                 | 3 – 1                                                                   | Colombia                                                                | Qual. Mondiali 2010                                                     | -                                                                       | 81’                                                                     |
| 14-10-2009                                                              | Asunción                                                                | Paraguay                                                                | 0 – 2                                                                   | Colombia                                                                | Qual. Mondiali 2010                                                     | 1                                                                       | 80’                                                                     |
| 27-5-2010                                                               | Johannesburg                                                            | Sudafrica                                                               | 2 – 1                                                                   | Colombia                                                                | Amichevole                                                              | -                                                                       | 81’                                                                     |
| 30-5-2010                                                               | Milton Keynes                                                           | Nigeria                                                                 | 1 – 1                                                                   | Colombia                                                                | Amichevole                                                              | -                                                                       | 59’                                                                     |
| 3-9-2010                                                                | Puerto La Cruz                                                          | Venezuela                                                               | 0 – 2                                                                   | Colombia                                                                | Amichevole                                                              | -                                                                       | 77’                                                                     |
| 7-9-2010                                                                | Monterrey                                                               | Messico                                                                 | 1 – 0                                                                   | Colombia                                                                | Amichevole                                                              | -                                                                       | 65’                                                                     |
| 8-10-2010                                                               | New York                                                                | Ecuador                                                                 | 0 – 1                                                                   | Colombia                                                                | Amichevole                                                              | -                                                                       | 76’                                                                     |
| 12-10-2010                                                              | Chester                                                                 | Stati Uniti                                                             | 0 – 0                                                                   | Colombia                                                                | Amichevole                                                              | -                                                                       | 72’ 73’                                                                 |
| 9-2-2011                                                                | Madrid                                                                  | Spagna                                                                  | 1 – 0                                                                   | Colombia                                                                | Amichevole                                                              | -                                                                       | 57’                                                                     |
| 26-3-2011                                                               | Madrid                                                                  | Ecuador                                                                 | 0 – 2                                                                   | Colombia                                                                | Amichevole                                                              | -                                                                       | 43’                                                                     |
| 29-3-2011                                                               | L'Aia                                                                   | Cile                                                                    | 2 – 0                                                                   | Colombia                                                                | Amichevole                                                              | -                                                                       | 63’                                                                     |
| 25-6-2011                                                               | Medellín                                                                | Colombia                                                                | 2 – 0                                                                   | Senegal                                                                 | Amichevole                                                              | -                                                                       |                                                                         |
| 2-7-2011                                                                | San Salvador de Jujuy                                                   | Colombia                                                                | 1 – 0                                                                   | Costa Rica                                                              | Coppa America 2011 - 1º turno                                           | 1                                                                       |                                                                         |
| 6-7-2011                                                                | Santa Fe                                                                | Argentina                                                               | 0 – 0                                                                   | Colombia                                                                | Coppa America 2011 - 1º turno                                           | -                                                                       | 89’                                                                     |
| 10-7-2011                                                               | Santa Fe                                                                | Colombia                                                                | 2 – 0                                                                   | Bolivia                                                                 | Coppa America 2011 - 1º turno                                           | -                                                                       | 79’                                                                     |
| 16-7-2011                                                               | Córdoba                                                                 | Colombia                                                                | 0 – 2 dts                                                               | Perù                                                                    | Coppa America 2011 - Quarti di finale                                   | -                                                                       | 73’                                                                     |
| 3-9-2011                                                                | New Jersey                                                              | Honduras                                                                | 0 – 2                                                                   | Colombia                                                                | Amichevole                                                              | -                                                                       | 56’                                                                     |
| 15-11-2011                                                              | Barranquilla                                                            | Colombia                                                                | 1 – 2                                                                   | Argentina                                                               | Qual. Mondiali 2014                                                     | -                                                                       |                                                                         |
| 5-3-2014                                                                | Cornellà de Llobregat                                                   | Colombia                                                                | 1 – 1                                                                   | Tunisia                                                                 | Amichevole                                                              | -                                                                       | 26’                                                                     |
| 31-5-2014                                                               | Buenos Aires                                                            | Colombia                                                                | 2 – 2                                                                   | Senegal                                                                 | Amichevole                                                              | -                                                                       | 46’                                                                     |
| 6-6-2014                                                                | Buenos Aires                                                            | Colombia                                                                | 3 – 0                                                                   | Giordania                                                               | Amichevole                                                              | -                                                                       | 46’                                                                     |
| 24-6-2014                                                               | Cuiabá                                                                  | Giappone                                                                | 1 – 4                                                                   | Colombia                                                                | Mondiali 2014 - 1º turno                                                | -                                                                       |                                                                         |
| 28-6-2014                                                               | Rio de Janeiro                                                          | Colombia                                                                | 2 – 0                                                                   | Uruguay                                                                 | Mondiali 2014 - Ottavi di Finale                                        | -                                                                       | 85’                                                                     |
| 4-7-2014                                                                | Fortaleza                                                               | Brasile                                                                 | 2 – 1                                                                   | Colombia                                                                | Mondiali 2014 - Quarti di Finale                                        | -                                                                       | 46’                                                                     |
| 5-9-2014                                                                | Miami Gardens                                                           | Brasile                                                                 | 1 – 0                                                                   | Colombia                                                                | Amichevole                                                              | -                                                                       | 85’                                                                     |
| 10-10-2014                                                              | New Jersey                                                              | Colombia                                                                | 3 – 0                                                                   | El Salvador                                                             | Amichevole                                                              | -                                                                       | 66’                                                                     |
| 14-10-2014                                                              | New Jersey                                                              | Canada                                                                  | 0 – 1                                                                   | Colombia                                                                | Amichevole                                                              | -                                                                       | 82’                                                                     |
| 14-11-2014                                                              | Londra                                                                  | Stati Uniti                                                             | 1 – 2                                                                   | Colombia                                                                | Amichevole                                                              | -                                                                       | 79’                                                                     |
| 18-11-2014                                                              | Lubiana                                                                 | Slovenia                                                                | 0 – 1                                                                   | Colombia                                                                | Amichevole                                                              | 1                                                                       |                                                                         |
| 26-3-2015                                                               | Riffa                                                                   | Bahrein                                                                 | 0 – 6                                                                   | Colombia                                                                | Amichevole                                                              | 1                                                                       | 46’                                                                     |
| 17-11-2015                                                              | Barranquilla                                                            | Colombia                                                                | 0 – 1                                                                   | Argentina                                                               | Qual. Mondiali 2018                                                     | -                                                                       | 78’                                                                     |
| 29-3-2016                                                               | Barranquilla                                                            | Colombia                                                                | 3 – 1                                                                   | Ecuador                                                                 | Qual. Mondiali 2018                                                     | -                                                                       | 79’                                                                     |
| Totale                                                                  |                                                                         | Presenze                                                                | 37                                                                      |                                                                         | Reti                                                                    | 4                                                                       |                                                                         |

## Palmarès

### Club

#### Competizioni nazionali
- Campionato colombiano: 2

América de Cali: Finalización 2008, 2020
- Campionato tedesco di seconda divisione: 2

Hertha Berlino: 2010-2011, 2012-2013
- Supercoppa di Germania: 1

Borussia Dortmund: 2014